# حلتا
حلتا (به عربی: حلتا) یک منطقهٔ مسکونی در لبنان است که در شهرستان حاصبیا واقع شده است.